# Un punto azul pálido
Para el libro de Carl Sagan véase Un punto azul pálido (libro)
Un punto azul pálido es una fotografía de la Tierra tomada el 14 de febrero de 1990 por la sonda espacial Voyager 1 a una distancia de aproximadamente 6000 millones de kilómetros (40.5 au). Forma parte del álbum fotográfico Retrato de familia del sistema solar capturado ese día.   
En la imagen, el tamaño aparente del planeta ocupa menos de un píxel y aparece como un diminuto punto en medio de la inmensidad del espacio entre las bandas de luz solar reflejadas por la cámara. Esta iniciativa surgió como propuesta del astrónomo y escritor Carl Sagan, a cargo de la NASA, quien en su libro Un punto azul pálido (1994) destacó la insignificante y efímera posición de la humanidad en el vasto cosmos. 
La Voyager 1 se lanzó en 1977 para explorar el sistema solar exterior. Tras completar su misión principal, giró su cámara por sugerencia de Sagan para capturar una última imagen de la Tierra a medida que se alejaba. Candy Hansen y Carolyn Porco diseñaron la secuencia de comandos y calcularon el tiempo de exposición de cada fotograma. Los datos se almacenaron a bordo y la transmisión a la Tierra se retrasó por otras misiones prioritarias. Entre marzo y mayo de 1990, la nave envió 60 imágenes, y la señal viajó a la velocidad de la luz durante casi cinco horas y media. Años después, la fotografía recibió homenajes de científicos como Ed Stone, así como de miembros del Instituto Carl Sagan, y la NASA presentó versiones mejoradas de la imagen en 2015 y 2020 con motivo de su aniversario.

## Antecedentes

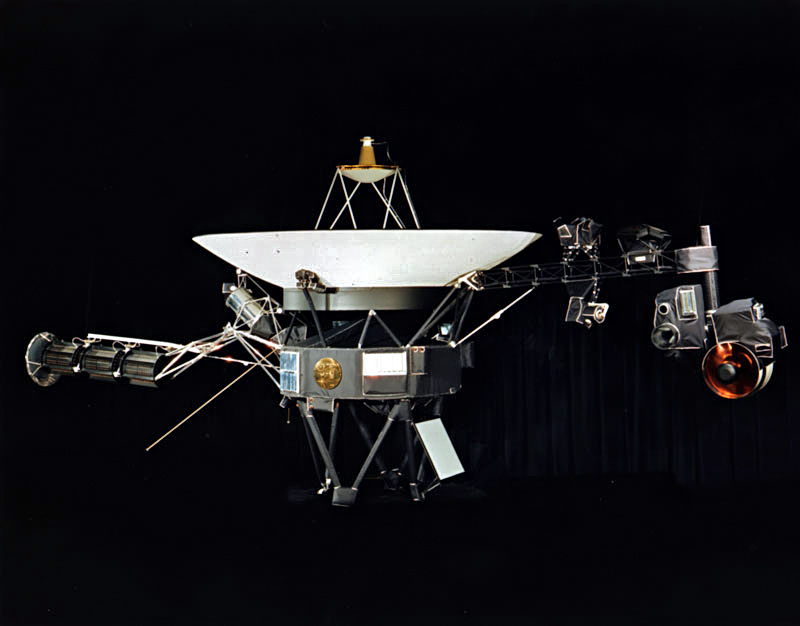
La sonda espacial Voyager 1.

En septiembre de 1977, la NASA lanzó la sonda espacial Voyager 1, de 722 kilogramos, para estudiar el sistema solar exterior y explorar el espacio interestelar. Cumplió su misión principal tras explorar el sistema joviano en 1979 y el saturniano en 1980 y concluyó su misión principal en noviembre de ese año. La Voyager 1 capturó las primeras imágenes detalladas de los dos planetas más grandes y sus principales lunas.
La sonda, que viaja a más de 64 000 km/s, es el objeto creado por el hombre más distante de la Tierra y fue el primero en abandonar el sistema solar. Su misión continúa con el objetivo de investigar los límites del sistema solar, el cinturón de Kuiper, la heliosfera y el espacio interestelar. Desde su lanzamiento, recibe comandos de rutina y envía datos a la Red del Espacio Profundo.
El equipo esperaba que la Voyager 1 funcionara solo hasta su encuentro con Saturno. Después de pasar cerca en 1980, Carl Sagan propuso que la sonda tomara una última fotografía de la Tierra. Aunque reconoció que la imagen no tendría valor científico, ya que la Tierra aparecería demasiado pequeña para captar detalles, destacó su importancia como reflexión sobre el lugar de la humanidad en el universo. Muchos en el programa Voyager apoyaron la idea, aunque surgieron preocupaciones sobre el riesgo de dañar el sistema de imágenes al fotografiar la Tierra cerca del Sol. En 1989, aprobaron la propuesta de Sagan, pero las calibraciones instrumentales y la reasignación de personal retrasaron la operación. Richard Truly, garantizó la realización de la fotografía. Luego, rechazaron una propuesta para continuar con las fotos de la Tierra mientras orbitaba el Sol.

## Cámara
El Sistema de Ciencia de Imágenes de la Voyager 1 incluye dos cámaras: un objetivo gran angular de baja resolución con una distancia focal de 200 mm, diseñada para capturar áreas amplias, y otra de ángulo estrecho de alta resolución con 1500 mm de distancia focal, utilizada para fotografiar objetivos específicos, como la famosa imagen Un punto azul pálido. Ambas cámaras funcionan con tubos vidicón de escaneo lento y tienen ocho filtros de color instalados en una rueda frente al tubo.
El desafío era que, con el avance de la misión, los objetos a fotografiar se alejaban más y se volvían menos visibles, lo que exigía exposiciones más prolongadas y mover las cámaras para mantener una calidad aceptable. La capacidad de telecomunicaciones también disminuyó con la distancia, lo que limitó el número de modos de datos que podía utilizar el sistema de imágenes. Tras capturar las imágenes del retrato de familia, los administradores de la misión ordenaron apagar sus cámaras, ya que la nave no se acercaría a ningún otro objeto importante durante el resto de su misión, y decidieron priorizar la energía para los instrumentos que seguían recopilando datos en su viaje hacia el espacio interestelar.

## Fotografía

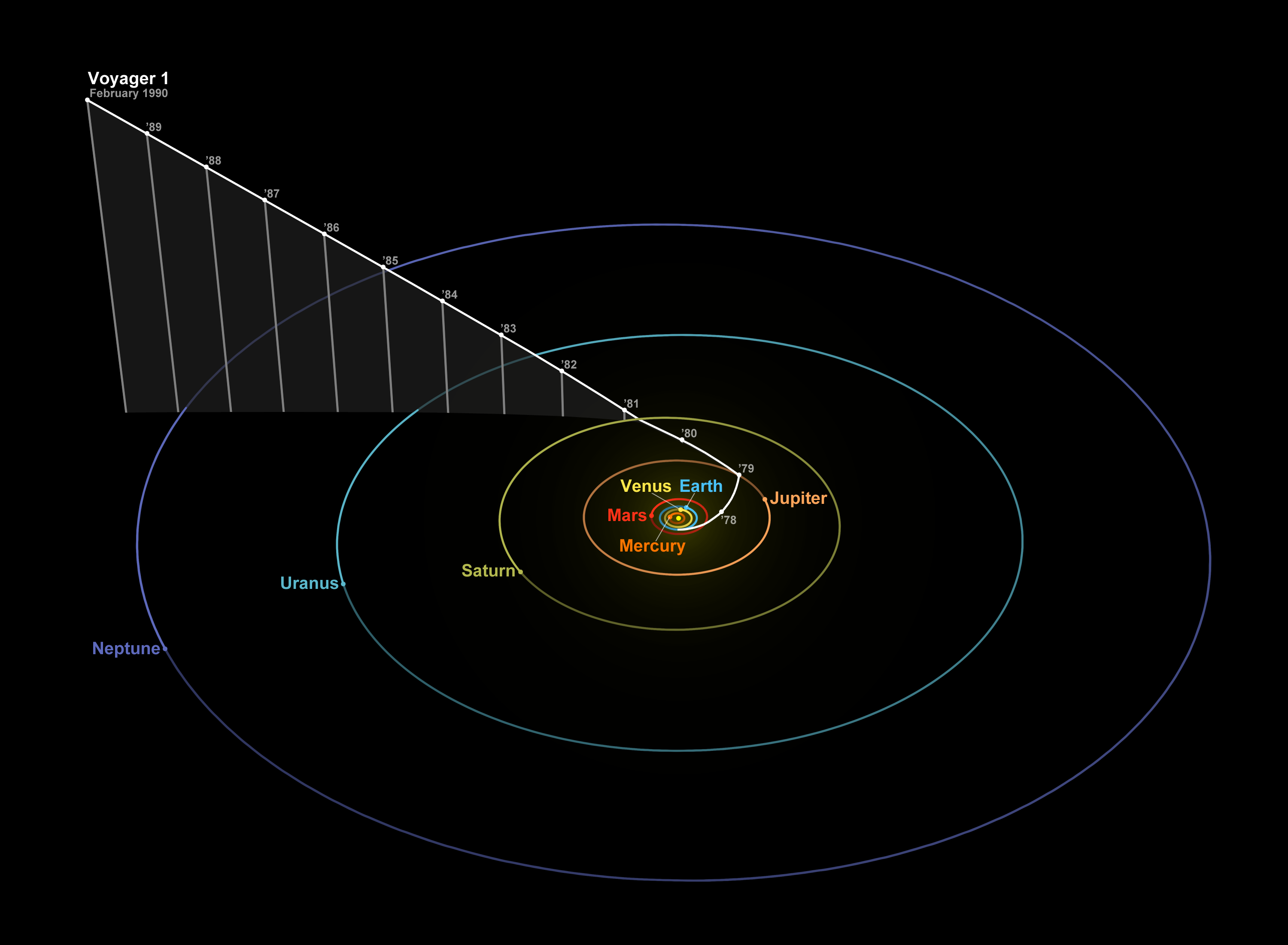
Posición de la Voyager 1 el 14 de febrero de 1990. Las barras verticales están espaciadas un año entre sí e indican la distancia de la sonda sobre la eclíptica.

Candy Hansen, del Laboratorio de Propulsión a Reacción de la NASA, y Carolyn Porco, de la Universidad de Arizona, diseñaron la secuencia de comandos y calcularon el tiempo de exposición de cada fotografía. Luego, se compiló y envió la secuencia a la Voyager 1, que tomó las imágenes a las 04:48 GMT del 14 de febrero de 1990 (23:48 del 13 de febrero, hora de Nueva York). En ese momento, la nave estaba a 6055 millones de kilómetros de la Tierra (40.47 au).
Los datos de la cámara se almacenaron en un magnetófono a bordo. La transmisión a la Tierra se retrasó porque las misiones Magallanes y Galileo tenían prioridad en el uso de la Red del Espacio Profundo. Entre marzo y mayo de 1990, la Voyager 1 envió 60 imágenes, y la señal de radio viajó a la velocidad de la luz durante casi cinco horas y media para cubrir la distancia. Tres de las imágenes recibidas mostraron la Tierra como un pequeño punto de luz en el vacío del espacio. Cada una se tomó con un filtro de color diferente: azul, verde y violeta, con tiempos de exposición de 0.72, 0.48 y 0.72 segundos, respectivamente. Después, los tres fotogramas se combinaron para crear la foto que se convirtió en Un punto azul pálido.

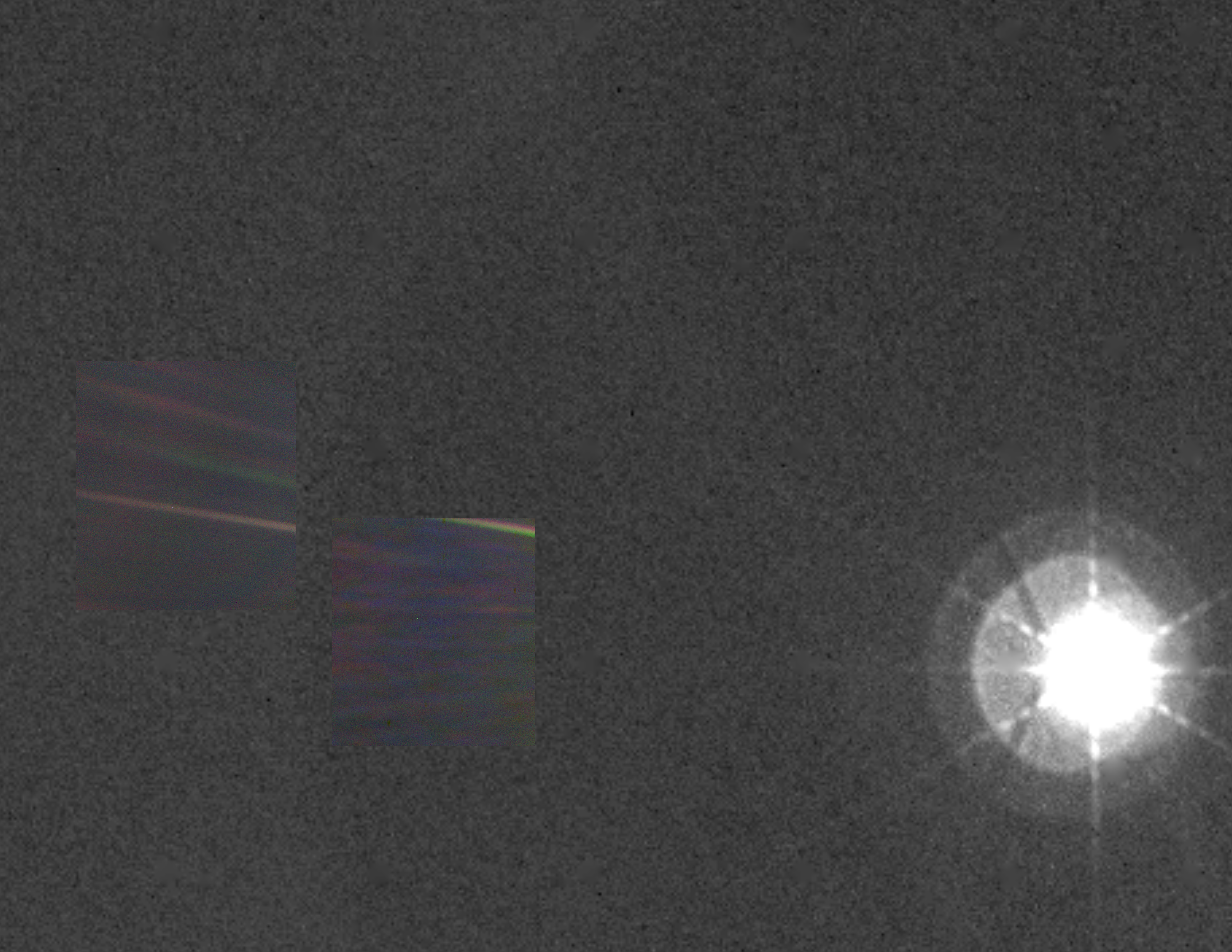
Fotografía gran angular del Sol y los planetas interiores (no visibles), con el Punto Azul Pálido superpuesto a la izquierda y Venus a la derecha.

De los 640 000 píxeles que componen cada imagen, la Tierra ocupa menos de uno (0.12 píxel). Las bandas de luz en la fotografía son artefactos causados por la luz solar reflejada en partes de la cámara y su parasol, debido a la proximidad entre el Sol y la Tierra. La Voyager tenía un ángulo de visión de aproximadamente 32° por encima de la eclíptica. Un análisis detallado indicó que la cámara también detectó la Luna, aunque era demasiado tenue como para ser visible sin un procesamiento especial.
Tomada con una cámara de ángulo estrecho, se publicó como parte de una imagen compuesta que incluye una fotografía de gran angular, que muestra el Sol y la región del espacio que contiene la Tierra y Venus. La imagen incluye dos fotos de ángulo estrecho: la Tierra y una imagen similar de Venus. La fotografía usó el filtro más oscuro (una banda de absorción de metano) y la exposición más corta posible (5 milisegundos) para evitar saturar el tubo vidicón de la cámara con luz solar dispersa. A pesar de esto, la imagen resultante mostró un brillo excesivo, con reflejos múltiples de la óptica de la cámara y el Sol, que apareció mucho más grande que el tamaño real del disco solar. Los rayos alrededor del Sol son un patrón de difracción de la lámpara de calibración montada frente al lente de gran angular.

## Color azul pálido
La Tierra aparece como un punto azul en la fotografía por la dispersión de Rayleigh, que afecta la luz solar en su atmósfera. En el aire terrestre, la luz azul, de longitud de onda corta, se dispersa más que la luz roja, de longitud de onda larga, lo que explica el color azul del cielo. Aunque el océano contribuye al color azul de la Tierra, su impacto es menor. La combinación de la luz blanca reflejada por las nubes con la luz azul dispersada da como resultado un punto azul pálido, en lugar de azul oscuro.
El espectro de reflectividad del planeta, que abarca desde el ultravioleta lejano hasta el infrarrojo cercano, es único entre los planetas observados gracias, en parte, a la presencia de vida. La dispersión de Rayleigh, que da a la Tierra su color azul, se intensifica en una atmósfera que no absorbe mucha luz visible. Esto contrasta con el color naranja-marrón de Titán, donde las partículas de neblina orgánica absorben las longitudes de onda azules de la luz. El oxígeno abundante en la atmósfera terrestre, generado por organismos fotosintéticos, oxida los compuestos orgánicos, convirtiéndolos en agua y dióxido de carbono. Esto mantiene la atmósfera transparente a la luz visible, facilita la dispersión de Rayleigh y refuerza la reflectancia de la luz azul.

## Reflexiones
Carl Sagan tituló una de sus obras inspirado en esta fotografía. En su libro Un punto azul pálido: una visión del futuro humano en el espacio, escribió:

Mira ese punto. Eso es aquí. Eso es nuestro hogar. Eso somos nosotros. En él, todos los que amas, todos los que conoces, todos de los que alguna vez escuchaste, cada ser humano que ha existido, vivió su vida. La suma de todas nuestras alegrías y sufrimientos, miles de religiones seguras de sí mismas, ideologías y doctrinas económicas, cada cazador y recolector, cada héroe y cobarde, cada creador y destructor de civilizaciones, cada rey y campesino, cada joven pareja enamorada, cada madre y padre, niño esperanzado, inventor y explorador, cada maestro de la moral, cada político corrupto, cada «superestrella», cada «líder supremo», cada santo y pecador en la historia de nuestra especie, vivió ahí – en una mota de polvo suspendida en un rayo de sol.

La Tierra es un escenario muy pequeño en la vasta arena cósmica. Piensa en los ríos de sangre vertida por todos esos generales y emperadores, para que en su gloria y triunfo, pudieran convertirse en amos momentáneos de una fracción de un punto. Piensa en las interminables crueldades cometidas por los habitantes de una esquina del punto sobre los apenas distinguibles habitantes de alguna otra esquina. Cuán frecuentes sus malentendidos, cuán ávidos están de matarse los unos a los otros, cómo de fervientes son sus odios. Nuestras posturas, nuestra importancia imaginaria, la ilusión de que ocupamos una posición privilegiada en el Universo... es desafiada por este punto de luz pálida.

Nuestro planeta es una solitaria mancha en la gran y envolvente penumbra cósmica. En nuestra oscuridad —en toda esta vastedad—, no hay ni un indicio de que vaya a llegar ayuda desde algún otro lugar para salvarnos de nosotros mismos. La Tierra es el único mundo conocido hasta ahora que alberga vida. No hay ningún otro lugar, al menos en el futuro próximo, al cual nuestra especie pudiera migrar. Visitar, sí. Asentarnos, aún no. Nos guste o no, por el momento la Tierra es donde tenemos que quedarnos. Se ha dicho que la astronomía es una formadora de humildad y carácter. Quizás no hay mejor demostración de la soberbia humana que esta imagen distante de nuestro minúsculo mundo. Para mí, subraya nuestra responsabilidad de tratarnos más amablemente los unos a los otros y de preservar y apreciar el pálido punto azul, el único hogar que hemos conocido.
—Carl Sagan

## Aniversario

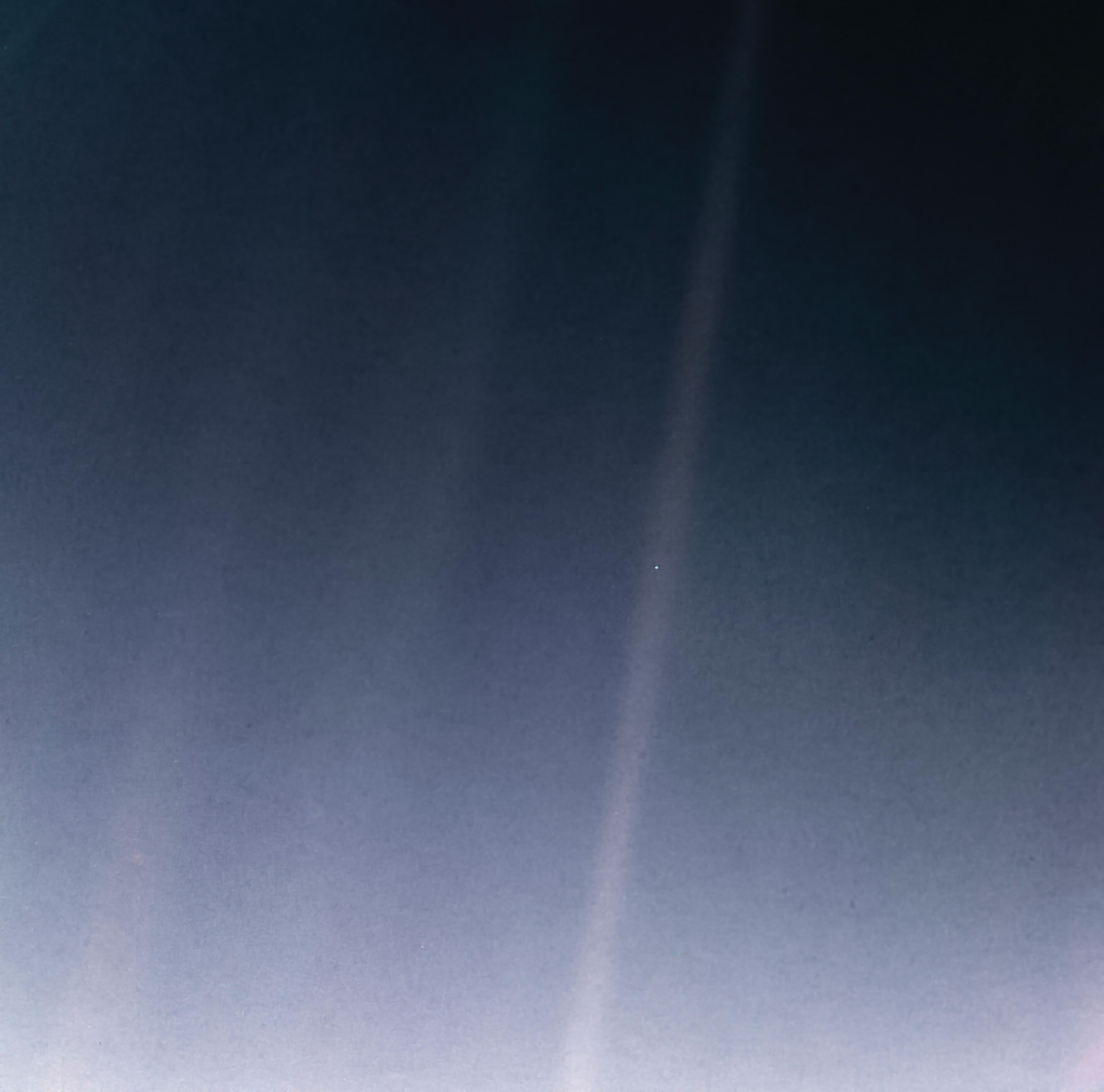
Un punto azul pálido remasterizado, 2020.

En 2015, la NASA conmemoró el 25.º aniversario de la fotografía. Ed Stone, científico del proyecto Voyager, comentó: «Hace veinticinco años, la Voyager 1 miró hacia la Tierra y capturó un “punto azul pálido”, una imagen que sigue inspirando asombro sobre el lugar que llamamos hogar».
En 2020, con motivo del 30.º aniversario, la NASA lanzó una versión actualizada de la foto original, titulada Un punto azul pálido remasterizado. Esta versión empleó técnicas modernas de procesamiento de imágenes, respetando los datos originales y la intención de los creadores. Se ajustaron el brillo y los colores para destacar el área donde aparece la Tierra, y se amplió la imagen. De esta manera alcanzaron un resultado más brillante y menos granuloso que el original. El Sol apunta hacia la parte inferior, donde la imagen muestra mayor luminosidad.Para celebrar la misma ocasión, el Instituto Carl Sagan publicó un vídeo en el que varios astrónomos destacados recitan el discurso «El punto azul pálido» de Sagan.